# Samstagnacht bis Sonntagmorgen
Samstagnacht bis Sonntagmorgen ist ein sozialkritisches, britisches Filmdrama aus dem Jahr 1960 von Karel Reisz mit Albert Finney in der Hauptrolle.

## Handlung
Nottingham in den ausgehenden 1950er Jahren. Arthur Seaton verdient als Maschinist einer Fabrik in Mittelengland nicht gerade schlecht, ist zugleich aber auch unzufrieden mit der Enge der eigenen Existenz, mit seinem Leben, das in festgefahrenen Bahnen verläuft. Er will nicht so enden wie seine Eltern, die sich ein Leben lang krumm gebuckelt haben und die er als „vom Hals aufwärts tot“ bezeichnet. Am Wochenende, von Samstagnacht bis Sonntagmorgen, gibt es stets die gleichen Vergnügungen, um dem monotonen Werktagsalltag zu entfliehen: Angeln gehen, dann ins Kino, anschließend ein Wetttrinken in seiner Stammkneipe und zum Abschluss die obligatorische Liebesnacht mit Brenda, der Frau eines kleinen Würstchens von Kollegen. Alles geht seinen Trott; selbst Arthurs minimale Rebellionen, um seinem Leben Abwechslungen zu bieten und einen Kick zu geben, womöglich sogar auszubrechen, sind merkwürdig indifferent und ziellos und bleiben im Kleinklein und den eigenen, banalen Egoismen stecken.
Eines Tages begeben sich drei Ereignisse, die Arthurs kleine Welt aus den Fugen zu heben scheinen: Brenda erwartet ein Kind. Von ihm? Von ihrem Mann? Nein, ganz offensichtlich von ihm, denn zwischen Brenda und ihrem Typen läuft schon lange nichts mehr. Arthur geht los und besorgt sich von Tante Ada eine Adresse, um eine (zu dieser Zeit noch illegale) Abtreibung vornehmen zu lassen. Als Brendas Gatte davon erfährt, reagiert er darauf in einer Weise, wie man in Arbeiterkreisen Mittelenglands solche Probleme eben löst: Handfest und brutal. Arthur wird von ihm, seinem Bruder und einem Soldatenkollegen zusammengeschlagen, als eine Art Lektion. Brenda hat sich entschieden, das Kind zu bekommen. Sie wird bei ihrem Mann bleiben und Arthur nicht mehr wiedersehen.
Arthur hat in der Zwischenzeit auch noch mit der hübschen, junge Doreen etwas angefangen, die ihn liebend gern heiraten würde. Arthur lässt sich auf das Mädchen ein, aber seine Begeisterung, in alte Fahrwasser einer gewöhnlichen Beziehung mit Frau, Trauschein, womöglich Kind und Reihenhäuschen zu geraten, löst bei ihm nicht eben Begeisterungsstürme aus. Schließlich willigt er ein, nicht zuletzt aufgrund eigener Antriebslosigkeit, Perspektivlosigkeit und seines Unvermögens, ernsthaft die Kurve zu bekommen und aus dem Trott auszubrechen. Kleine Rebellionen gegen dieses ihm eigentlich verhasste Leben, von dem er sich wie in ein Korsett eingeschnürt fühlt, bleiben bis zuletzt in bisweilen kindischen Ansätzen stecken: So wirft Arthur in seiner ureigenen Hilflosigkeit lediglich einen Stein gegen das Werbeschild derjenigen Baugesellschaft, die jene Reihenhäuser hochzieht, von denen eines fortan sein Zuhause sein wird. Er erblickt eine Zukunft, die sich nicht wirklich von der Gegenwart seiner Eltern unterscheidet und die ihn für immer einmauert: im Reihenhaus mit Garten, Frau und Kind.

## Produktionsnotizen
Samstagnacht bis Sonntagmorgen entstand im Frühjahr 1960 an mehreren Drehorten in England (Nottingham, London-Battersea) und wurde am 27. Oktober 1960 uraufgeführt. Die Erstaufführung in der BRD war am 15. März 1961. In den Kinos der DDR lief er unter dem Titel Sonnabendnacht und Sonntagmorgen am 9. März 1962 an.
Tom Pevsner diente Karel Reisz als Regieassistent, Ronnie Taylor war unter Freddie Francis einfacher Kameramann.

## Filmhistorischer Hintergrund
Der Film gilt als Musterbeispiel eines neuen, sozial-realistischen britischen Kinos in direkter Folge der Nouvelle Vague in Frankreich und wollte mit der britischen Spielart von „Papas Kino“, des konventionellen Unterhaltungsfilms herkömmlicher Machart, radikal brechen. Wichtigste Vertreter der einen, wie man diese Filme bisweilen leicht spöttisch nannte, „Spülbeckenrealismus“ betreibenden Regieschule waren, neben Karel Reisz, Jack Clayton, Tony Richardson und Lindsay Anderson.

## Auszeichnung
1961 gewann Samstagnacht bis Sonntagmorgen den British Film Academy Award für den besten britischen Film. Weitere britische Filmpreise gab es für Albert Finney (Bester Nachwuchsschauspieler) und Rachel Roberts (Beste britische Darstellerin). Finney gewann im selben Jahr den amerikanischen National Board of Review Award, weitere Auszeichnungen erhielt der Film auf dem argentinischen Filmfestival von Mar del Plata (Bester Film, Bester Darsteller, Bestes Drehbuch, FIPRESCI-Preis).

## Kritiken
„„Samstagnacht bis Sonntagmorgen“ vollzog eine konsequente Abkehr vom gängigen Glitzer-und-Glamour-Unterhaltungskino und beschäftigte sich intensiv mit der grauen Wirklichkeit der britischen Underdog-Gesellschaft. Der Film gab eine realistische (vom Dokumentarismus deutlich beeinflußte) Innensicht einer von tagtäglicher Tristesse bestimmten Welt der Arbeiterklasse. Ähnlich wie Jack Claytons „Der Weg nach oben“, Richardsons „Bitterer Honig“ und „Die Einsamkeit eines Langstreckenläufers“ oder Andersons „Lockender Lorbeer“, ein Film den Reisz 1962 produziert hatte, verstand sich „Samstagnacht bis Sonntagmorgen“ nicht nur allein als sozialkritische Bestandsaufnahme, sondern zeugte zugleich vom Aufbegehren der ‘jungen Wilden’, der ‘zornigen jungen Männer’ innerhalb der heimischen Kinoindustrie gegen allgemeine gesellschaftliche Verkrustungen in der britischen Nachkriegsgesellschaft.“

In Reclams Filmführer heißt es: „Karel Reisz hat das Leben seines Helden sorgfältig beobachtet und dokumentarisch geschildert. Er registriert die Beschränktheit der Denkansätze, die schale Oberflächlichkeit der Vergnügungen; doch er verweist auch auf die Ursachen: das erdrückende Milieu und das geisttötende Einerlei am Arbeitsplatz...“
In Buchers Enzyklopädie des Films ist zu lesen: „Diese realistische Verfilmung von Alan Sillitoes Roman um einen verantwortungslosen Arbeiter, der durch die Ereignisse eines Wochenendes, das er in typisch frivoler Manier begonnen hatte, zur Einsicht in die Realitäten des Lebens gelangt, brachte nach den Anfangserfolgen von Room at the Top (1958) und Look Back in Anger (1959) den endgültigen Durchbruch für ein wirklichkeitsnahes Kino in England und machte den Weg frei für weitere Spielfilme der Free-Cinema-Bewegung. Albert Finney … spielte den Helden mit Humor und Kraft, und Reisz’ sympathiegetragene Regie vermochte die Atmosphäre einer Industriestadt sowie ihre Auswirkungen auf menschliche Beziehungen eindrücklich zu vermitteln.“
Im Lexikon des Internationalen Films heißt es: „Ein sensibel beobachtetes Alltagsprotokoll, das soziale Hintergründe sichtbar macht und dessen Held in seiner unreflektierten, aber konsequenten Auflehnungshaltung zur Symbolfigur der unzufriedenen britischen Nachkriegsgeneration wird. Erster Spielfilm des gebürtigen Tschechen Karel Reisz, der zusammen mit Tony Richardson und Lindsay Anderson das sozialkritische "Free Cinema" begründete.“
Halliwell‘s Film Guide charakterisierte den Film wie folgt: „Aufsehenerregend, als der Film herauskam, entzückte dieses raue Arbeiterklassedrama mit seinen scharfen Details und den starken Komikaspekten die Massen dank des starken, zentralen Charakters, der sich mit den Autoritäten anlegt“.

„Hier ist die Chance für unsere eigene Nouvelle Vague.“